# 플래닛 테러
《플래닛 테러》(영어: Planet Terror)는 2007년에 개봉한 미국의 액션 코미디 공포 영화로, 로버트 로드리게스가 연출, 각본, 제작, 촬영 감독, 공동 편집, 삽입 음악 작곡을 맡았다. 좀비 영화 장르에 대한 헌사이며, 좀비와 유사한 생명체에게 공격을 받은 무리가 생존하려고 분투하는 과정을 그린다. 로즈 맥가윈, 프레디 로드리게스, 마이클 빈, 제프 페이히, 조시 브롤린, 말리 셸턴, 브루스 윌리스 등이 출연하였다.
북미 지역에서는 과거 그라인드하우스에서 동시 상영 엑스플로이테이션 영화들을 관람하던 경험을 맛보게 하기 위해 《그라인드 하우스》라는 제목 하에서 쿠엔틴 타란티노의 《데쓰 프루프》와 함께 동시 상영의 일부분으로서 개봉하였다.

## 줄거리
텍사스주 작은 마을에서 생화학 물질이 공기를 타고 전파되면서 주민들이 사람을 잡아먹는 좀비 같은 괴물떼로 변한다. 고고 댄서 체리와 전 연인 레이는 다른 생존자들과 힘을 합쳐 이 재난에서 벗어나려 한다. 체리는 괴물에게 다리를 잃지만 기관총 의족을 얻고 더 강하게 맞서 싸운다.

## 출연진
- 로즈 맥가윈 - 체리 달링 역
- 프레디 로드리게스 - “엘 레이” 역
- 조시 브롤린 - 윌리엄 블록 의사 역
- 말리 셸턴 - 다코타 블록 의사 역
- 제프 페이히 - J.T. 헤이그 역
- 마이클 빈 - 헤이그 보안관 역
- 레블 로드리게스 - 토니 블록 역
- 브루스 윌리스 - 멀둔 중위 역
- 너빈 앤드루스 - 존 “애비” 애빙턴 박사 역
- 훌리오 오스카르 메초소 - 로미 역
- 스테이시 퍼거슨 - 태미 역
- 니키 캣 - 조 역
- 훙 응우옌 - 크레인 박사 역
- 톰 서비니 - 톨로 보안관보 역
- 카를로스 가야르도 - 칼로스 보안관보 역
- 스킵 라이시그 - 스킵 역
- 엘렉트라와 엘리세 아베얀 - 정신 나간 베이비시터 쌍둥이 역
- 쿠엔틴 타란티노 - 강간범 1(루이스) 역
- 그레그 켈리 - 강간범 2 역
- 마이클 파크스 - 얼 맥그로 역
- 저릴리 로미오 - 러모나 맥그로 역
- 필릭스 서바테스 - 필릭스 박사 역